# Chính phủ Phan Văn Khải lần 2
Chính phủ Phan Văn Khải lần 2, hay còn được gọi là Chính phủ Quốc hội khóa XI là một chính phủ được Quốc hội khóa XI phê chuẩn thông qua.
Người đứng đầu chính phủ là Thủ tướng Phan Văn Khải. Ông cũng như những thành viên Chính phủ khác đã được Quốc hội phê chuẩn tại kỳ họp thứ nhất, Quốc hội khóa XI.

## Giai đoạn trướcĐại hội X(2002-2006)
Bộ trưởng Bộ Nông nghiệp và Phát triển Nông thôn Lê Huy Ngọ vì có dính líu đến vụ bê bối Lã Thị Kim Oanh đã xin từ chức và đã được Quốc hội miễn nhiệm vào ngày 1 tháng 6 năm 2004 và được thay thế bằng ông Cao Đức Phát vào ngày 25 tháng 6 năm 2004.
Bộ trưởng Bộ Giao thông Vận tải Đào Đình Bình vì có dính líu đến vụ bê bối PMU 18 (trong đó thứ trưởng Nguyễn Việt Tiến đã bị khởi tố), từ chức ngày 3 tháng 4 năm 2006.
| Chức vụ                                          | Họ và tên                                   | Chức vụ trong Đảng      | Ghi chú                                                       |
| ------------------------------------------------ | ------------------------------------------- | ----------------------- | ------------------------------------------------------------- |
| Thủ tướng Chính phủ                              | Phan Văn Khải                               | Ủy viên Bộ Chính trị    |                                                               |
| Phó Thủ tướng Thường trực Chính phủ              | Nguyễn Tấn Dũng                             | Ủy viên Bộ Chính trị    |                                                               |
| Phó Thủ tướng Chính phủ                          | Vũ Khoan                                    | Ủy viên Trung ương Đảng |                                                               |
| Phó Thủ tướng Chính phủ                          | Phạm Gia Khiêm                              | Ủy viên Trung ương Đảng |                                                               |
| Bộ trưởng Bộ Quốc phòng                          | Phạm Văn Trà                                | Ủy viên Bộ Chính trị    |                                                               |
| Bộ trưởng Bộ Công an                             | Lê Hồng Anh                                 | Ủy viên Bộ Chính trị    |                                                               |
| Bộ trưởng Bộ Ngoại giao                          | Nguyễn Dy Niên                              | Ủy viên Bộ Chính trị    |                                                               |
| Bộ trưởng Bộ Nội vụ                              | Đỗ Quang Trung                              | Ủy viên Trung ương Đảng |                                                               |
| Bộ trưởng Bộ Tư pháp                             | Uông Chu Lưu                                | Ủy viên Trung ương Đảng |                                                               |
| Bộ trưởng Bộ Kế hoạch và Đầu tư                  | Võ Hồng Phúc                                | Ủy viên Trung ương Đảng |                                                               |
| Bộ trưởng Bộ Tài chính                           | Nguyễn Sinh Hùng                            | Ủy viên Trung ương Đảng |                                                               |
| Bộ trưởng Bộ Thương mại                          | Trương Đình Tuyển                           | Ủy viên Trung ương Đảng |                                                               |
| Bộ trưởng Bộ Công nghiệp                         | Hoàng Trung Hải                             | Ủy viên Trung ương Đảng |                                                               |
| Bộ trưởng Bộ Nông nghiệp và Phát triển nông thôn | Lê Huy Ngọ (đến ngày 25 tháng 6 năm 2004)   | Ủy viên Trung ương Đảng | Xin từ chức, được Quốc hội miễn nhiệm ngày 1 tháng 6 năm 2004 |
| Bộ trưởng Bộ Nông nghiệp và Phát triển nông thôn | Cao Đức Phát (từ ngày 25 tháng 6 năm 2004)  |                         |                                                               |
| Bộ trưởng Bộ Thủy sản                            | Tạ Quang Ngọc                               | Ủy viên Trung ương Đảng |                                                               |
| Bộ trưởng Bộ Giao thông Vận tải                  | Đào Đình Bình (đến ngày 3 tháng 4 năm 2006) | Ủy viên Trung ương Đảng | Xin từ chức                                                   |
| Bộ trưởng Bộ Xây dựng                            | Nguyễn Hồng Quân                            | Ủy viên Trung ương Đảng |                                                               |
| Bộ trưởng Bộ Tài nguyên và Môi trường            | Mai Ái Trực                                 | Ủy viên Trung ương Đảng |                                                               |
| Bộ trưởng Bộ Văn hóa - Thông tin                 | Phạm Quang Nghị                             | Ủy viên Trung ương Đảng |                                                               |
| Bộ trưởng Bộ Bưu chính, Viễn thông               | Đỗ Trung Tá                                 | Ủy viên Trung ương Đảng |                                                               |
| Bộ trưởng Bộ Lao động - Thương binh và Xã hội    | Nguyễn Thị Hằng                             | Ủy viên Trung ương Đảng |                                                               |
| Bộ trưởng, Chủ nhiệm Ủy ban Gia đình và Trẻ em   | Lê Thị Thu                                  |                         |                                                               |
| Bộ trưởng, Chủ nhiệm Ủy ban Thể dục Thể thao     | Nguyễn Danh Thái                            |                         |                                                               |
| Bộ trưởng Bộ Khoa học và Công nghệ               | Hoàng Văn Phong                             | Ủy viên Trung ương Đảng |                                                               |
| Bộ trưởng Bộ Giáo dục và Đào tạo                 | Nguyễn Minh Hiển                            | Ủy viên Trung ương Đảng |                                                               |
| Bộ trưởng Bộ Y tế                                | Trần Thị Trung Chiến                        | Ủy viên Trung ương Đảng |                                                               |
| Bộ trưởng, Chủ nhiệm Ủy ban Dân tộc              | Ksor Phước                                  | Ủy viên Trung ương Đảng |                                                               |
| Tổng Thanh tra Chính phủ                         | Quách Lê Thanh                              | Ủy viên Trung ương Đảng |                                                               |
| Bộ trưởng, Chủ nhiệm Văn phòng Chính phủ         | Đoàn Mạnh Giao                              |                         |                                                               |
| Thống đốc Ngân hàng Nhà nước                     | Lê Đức Thúy                                 | Ủy viên Trung ương Đảng |                                                               |

## Giai đoạn sau Đại hội X (2006-2007)
Thủ tướng Phan Văn Khải xin từ nhiệm trong phiên họp Quốc hội ngày 24 tháng 6 năm 2006. Người lên thay vị trí này là đương kim Phó Thủ tướng Thường trực Nguyễn Tấn Dũng từ ngày 27 tháng 6 năm 2006.
Sau đó, Nguyễn Tấn Dũng đề nghị Quốc hội miễn nhiệm các chức danh sau:
1. Vũ Khoan - Phó Thủ tướng Chính phủ
2. Phạm Văn Trà - Bộ trưởng Bộ Quốc phòng

1. Nguyễn Dy Niên - Bộ trưởng Bộ Ngoại giao
2. Nguyễn Sinh Hùng - Bộ trưởng Bộ Tài chính
3. Phạm Quang Nghị - Bộ trưởng Bộ Văn hóa - Thông tin
4. Nguyễn Minh Hiển - Bộ trưởng Bộ Giáo dục và Đào tạo
5. Đào Đình Bình - Bộ trưởng Bộ Giao thông Vận tải
6. Quách Lê Thanh - Tổng Thanh tra Chính phủ

Ngày 28 tháng 6 năm 2006, Quốc hội đã phê chuẩn tờ trình của Thủ tướng về danh sách thành viên Chính phủ mới gồm
1. Nguyễn Sinh Hùng - Phó Thủ tướng Chính phủ
2. Trương Vĩnh Trọng - Phó Thủ tướng Chính phủ
3. Trần Văn Truyền - Tổng Thanh tra Chính phủ
4. Phùng Quang Thanh- Bộ trưởng Bộ Quốc phòng
5. Nguyễn Dy Niên - Bộ trưởng Bộ Ngoại giao
6. Vũ Văn Ninh - Bộ trưởng Bộ Tài chính
7. Lê Doãn Hợp - Bộ trưởng Bộ Văn hóa - Thông tin
8. Nguyễn Thiện Nhân - Bộ trưởng Bộ Giáo dục và Đào tạo
9. Hồ Nghĩa Dũng - Bộ trưởng Bộ Giao thông Vận tải
10. Phạm Gia Khiêm - Phó Thủ tướng Chính phủ kiêm Bộ trưởng Bộ Ngoại giao[3]

| Chức vụ                                          | Họ và tên            | Họ và tên                                           | Chức vụ trong Đảng      | Ghi chú |
| ------------------------------------------------ | -------------------- | --------------------------------------------------- | ----------------------- | ------- |
| Thủ tướng Chính phủ                              | Nguyễn Tấn Dũng      | Tập tin:11th National Assembly, Nguyen Tan Dung.jpg | Ủy viên Bộ Chính trị    |         |
| Phó Thủ tướng Thường trực Chính phủ              | Nguyễn Sinh Hùng     | Tập tin:Nguyễn Sinh Hùng 20111206.jpg               | Ủy viên Bộ Chính trị    |         |
| Phó Thủ tướng Chính phủ                          | Trương Vĩnh Trọng    |                                                     | Ủy viên Bộ Chính trị    |         |
| Phó Thủ tướng Chính phủ                          | Phạm Gia Khiêm       |                                                     | Ủy viên Bộ Chính trị    |         |
| Bộ trưởng Bộ Quốc phòng                          | Phùng Quang Thanh    |                                                     | Ủy viên Bộ Chính trị    |         |
| Bộ trưởng Bộ Công an                             | Lê Hồng Anh          |                                                     | Ủy viên Bộ Chính trị    |         |
| Bộ trưởng Bộ Ngoại giao                          | Phạm Gia Khiêm       |                                                     | Ủy viên Bộ Chính trị    |         |
| Bộ trưởng Bộ Nội vụ                              | Đỗ Quang Trung       |                                                     | Ủy viên Trung ương Đảng |         |
| Bộ trưởng Bộ Tư pháp                             | Uông Chu Lưu         | Tập tin:13th National Assembly, Uong Chu Luu.jpg    | Ủy viên Trung ương Đảng |         |
| Bộ trưởng Bộ Kế hoạch và Đầu tư                  | Võ Hồng Phúc         |                                                     | Ủy viên Trung ương Đảng |         |
| Bộ trưởng Bộ Tài chính                           | Vũ Văn Ninh          |                                                     | Ủy viên Trung ương Đảng |         |
| Bộ trưởng Bộ Thương mại                          | Trương Đình Tuyển    | Tập tin:Truong Dinh Tuyen 20060907.jpg              |                         |         |
| Bộ trưởng Bộ Công nghiệp                         | Hoàng Trung Hải      |                                                     | Ủy viên Trung ương Đảng |         |
| Bộ trưởng Bộ Nông nghiệp và Phát triển nông thôn | Cao Đức Phát         |                                                     | Ủy viên Bộ Chính trị    |         |
| Bộ trưởng Bộ Thủy sản                            | Tạ Quang Ngọc        |                                                     | Ủy viên Trung ương Đảng |         |
| Bộ trưởng Bộ Giao thông Vận tải                  | Hồ Nghĩa Dũng        | Tập tin:Ho Nghia Dung.jpg                           | Ủy viên Trung ương Đảng |         |
| Bộ trưởng Bộ Xây dựng                            | Nguyễn Hồng Quân     | Tập tin:Nguyen Hong Quan.jpg                        | Ủy viên Trung ương Đảng |         |
| Bộ trưởng Bộ Tài nguyên và Môi trường            | Mai Ái Trực          |                                                     |                         |         |
| Bộ trưởng Bộ Văn hóa - Thông tin                 | Lê Doãn Hợp          | Tập tin:Le Doan Hop 20090707.jpg                    | Ủy viên Trung ương Đảng |         |
| Bộ trưởng Bộ Bưu chính, Viễn thông               | Đỗ Trung Tá          |                                                     |                         |         |
| Bộ trưởng Bộ Lao động - Thương binh và Xã hội    | Nguyễn Thị Hằng      |                                                     | Ủy viên Trung ương Đảng |         |
| Bộ trưởng, Chủ nhiệm Ủy ban Gia đình và Trẻ em   | Lê Thị Thu           |                                                     |                         |         |
| Bộ trưởng, Chủ nhiệm Ủy ban Thể dục Thể thao     | Nguyễn Danh Thái     |                                                     |                         |         |
| Bộ trưởng Bộ Khoa học và Công nghệ               | Hoàng Văn Phong      |                                                     | Ủy viên Trung ương Đảng |         |
| Bộ trưởng Bộ Giáo dục và Đào tạo                 | Nguyễn Thiện Nhân    |                                                     | Ủy viên Trung ương Đảng |         |
| Bộ trưởng Bộ Y tế                                | Trần Thị Trung Chiến |                                                     |                         |         |
| Bộ trưởng, Chủ nhiệm Ủy ban Dân tộc              | Ksor Phước           |                                                     | Ủy viên Trung ương Đảng |         |
| Tổng Thanh tra Chính phủ                         | Quách Lê Thanh       |                                                     | Ủy viên Trung ương Đảng |         |
| Bộ trưởng, Chủ nhiệm Văn phòng Chính phủ         | Đoàn Mạnh Giao       |                                                     |                         |         |
| Thống đốc Ngân hàng Nhà nước                     | Lê Đức Thúy          |                                                     |                         |         |

## Danh sách các bộ và cơ quan ngang bộ (thời điểm tháng 3 năm 2007)
1. Bộ Quốc phòng
2. Bộ Công an
3. Bộ Ngoại giao
4. Bộ Xây dựng
5. Bộ Tư pháp
6. Bộ Tài chính
7. Bộ Thương mại
8. Bộ Giao thông vận tải
9. Bộ Lao động – Thương binh và Xã hội
10. Bộ Thủy sản
11. Bộ Văn hóa - Thông tin
12. Bộ Giáo dục và Đào tạo
13. Bộ Nông nghiệp và Phát triển nông thôn
14. Bộ Công nghiệp
15. Bộ Kế hoạch và Đầu tư
16. Bộ Y tế
17. Ủy ban Thể dục - Thể thao
18. Thanh tra Nhà nước
19. Ngân hàng Nhà nước Việt Nam
20. Văn phòng Chính phủ
21. Bộ Nội vụ
22. Bộ Khoa học và Công nghệ
23. Ủy ban Dân tộc
24. Bộ Tài nguyên và Môi trường
25. Bộ Bưu chính, Viễn thông
26. Ủy ban Dân số, Gia đình và Trẻ em

## Danh sách các cơ quan thuộc Chính phủ
1. Tổng cục Du lịch
2. Tổng cục Thống kê
3. Kiểm toán Nhà nước
4. Ban Tôn giáo Chính phủ
5. Viện Khoa học Xã hội Việt Nam
6. Viện Khoa học và Công nghệ Việt Nam
7. Thông tấn xã Việt Nam
8. Đài Tiếng nói Việt Nam
9. Đài Truyền hình Việt Nam
10. Bảo hiểm xã hội Việt Nam
11. Học viện Chính trị Quốc gia Hồ Chí Minh
12. Ban Quản lý Lăng Chủ tịch Hồ Chí Minh
13. Ban Cơ yếu Chính phủ